# 徳大寺公孝
徳大寺 公孝（とくだいじ きんたか）は、鎌倉時代の公卿。徳大寺太政大臣と号する。従一位太政大臣。母は鷹司頼平（大炊御門頼実の子）の娘もしくは養女（鷹司頼基の娘）。

## 経歴
以下、『公卿補任』の記事に従って記述する。
- 正嘉元年（1257年）8月11日、従五位上に叙され、同年11月10日には侍従に任ぜられる。
- 正嘉2年（1258年）5月14日、正五位下に叙され、同年12月14日、右少将に任ぜられる。
- 正元元年（1259年）3月８日、従四位下に叙せられる。同年11月21日、従四位上に昇叙、同年12月5日には禁色を許される。
- 文応元年（1260年）3月29日、下野権介を兼ね左中将に任ぜられる。
- 弘長元年（1261年）2月8日、正四位下に昇叙、同年8月20日に中宮権亮を兼ねる。
- 文永元年（1264年）1月13日、相模権介を兼ねる。
- 文永4年（1267年）2月1日、参議に任ぜられる。同日左中将は元の如し。同年6月23日、左兵衛督兼検非違使別当となる。同年11月8日、従三位に昇叙。
- 文永5年（1268年）1月29日、近江権守を兼ねる。
- 文永6年（1269年）3月27日、権中納言に任じられ左兵衛督兼検非違使別当は元の如し。しかし同月30日には左兵衛督と検非違使別当を辞した。同年10月9日には帯剣を許される。
- 文永7年（1270年）閏9月4日、正三位に昇叙。文永8年（1271年）3月27日、春宮権大夫を兼任。
- 文永9年（1272年）1月5日、従二位に昇叙。
- 文永10年（1273年）2月14日、父徳大寺実基が薨去。
- 文永11年（1274年）1月26日、後宇多天皇即位により東宮権大夫を停止。
- 建治元年（1275年）4月22日、母の喪に服す。
- 弘安元年（1278年）2月10日、正二位に昇叙。
- 弘安6年（1283年）3月28日、権大納言に任ぜられる。またこの年、忻子が誕生。母は前内大臣三条公親の女従三位喜子。
- 弘安8年（1285年）8月19日、皇后宮大夫を兼任。
- 正応3年（1290年）7月21日、右近衛大将を兼ねるが、11月21日には権大納言、右近衛大将、皇后宮大夫全てを辞職。
- 正応4年（1291年）12月25日、内大臣に任ぜられる。
- 正応5年（1292年）5月7日、随身兵仗を給わった。同年8月8日、上表して内大臣を辞した。
- 正安元年（1299年）12月21日、兼宣旨が下り同月27日、右大臣に任ぜられる。
- 正安2年（1300年）1月5日、従一位昇叙。
- 乾元元年（1302年）11月22日、太政大臣に転任。同年12月8日、左右近衛府生各1名、番長各1名、近衛各3名を随身として賜った。
- 嘉元元年（1303年）兵仗を賜った。同年2月、女の忻子が従三位に叙され、同年8月には後二条天皇のもとに入内し女御となり、9月に中宮となった。
- 嘉元2年（1304年）3月13日、上表して太政大臣を辞した。
- 嘉元3年（1305年）7月8日、出家し同月12日に薨去。

## 系譜
- 父：徳大寺実基（1201-1273）
- 妻：三条喜子 - 三条公親養女、二条良実娘
  - 男子：徳大寺実孝（1293-1322）
  - 長女：徳大寺忻子（1283-1352） - 長楽門院。後二条天皇中宮

## 『徒然草』の登場人物
徳大寺公孝は『徒然草』の第23段と第206段に登場する。また父実基も第206段と207段に登場し、怪異を恐れず合理的な人物である姿が描かれている。第206段では公孝が検非違使別当であった時の話であるから、公孝が若かったころの話である。